# Orange bud
L'Orange bud est une variété de cannabis 100 % skunk. Poussant avec des sommités dures et épaisses, ainsi que des pistils orange (d'où son nom). 
Elle a un taux de THC de 16,5 %.

## Dans la culture
Dans Les Zinzins de l'espace, série télévisée d'animation (1997-2006), un extraterrestre orange est nommé Bud en référence à l'Orange bud.